# Nemeșești

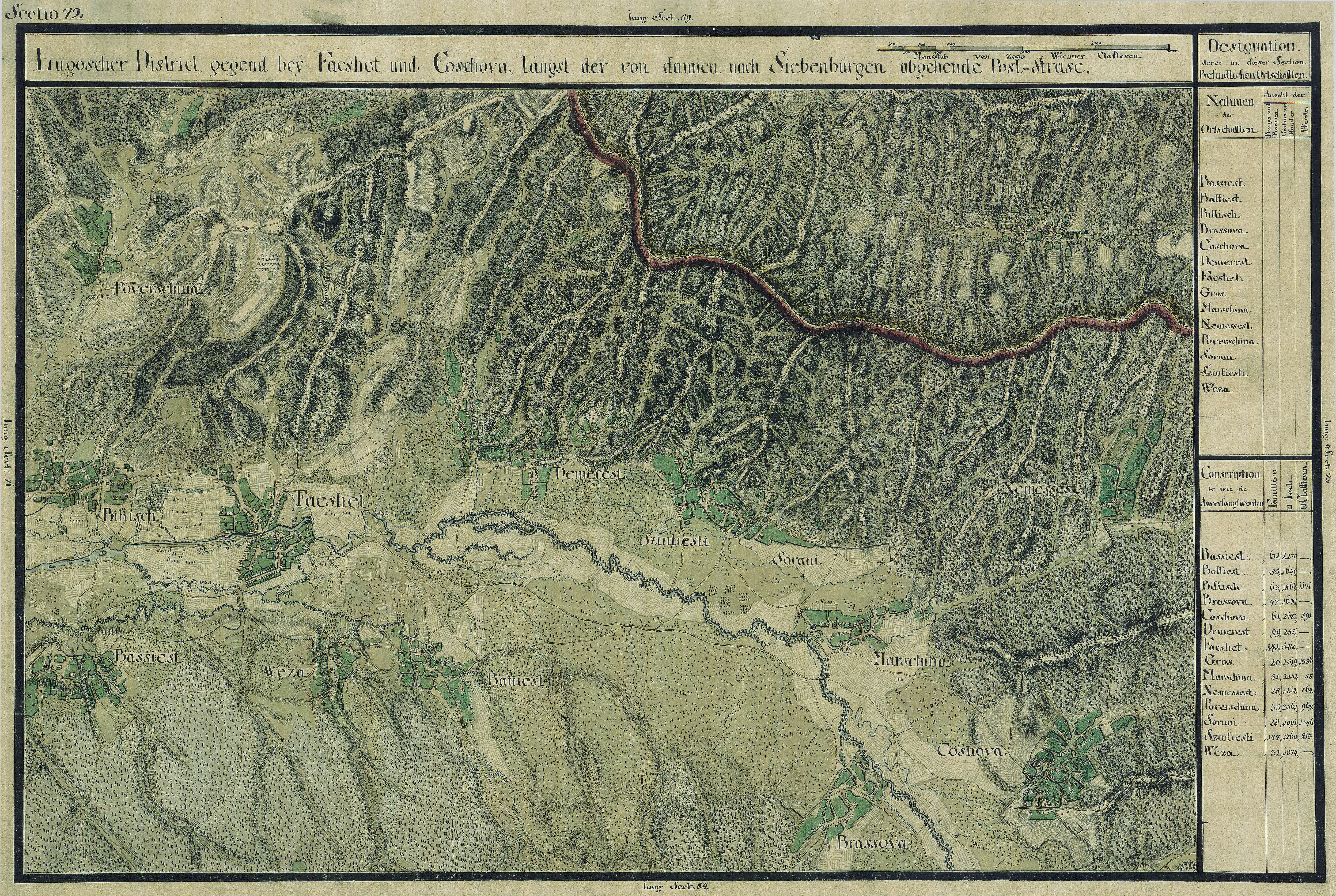
Nemeșești auf der Josephinischen Landaufnahme

Nemeșești (deutsch Nemessest, ungarisch Nemcse) ist ein Dorf im Kreis Timiș, in der Region Banat, im Südwesten Rumäniens.  Nemeșești gehört zur Gemeinde Margina.

## Geografische Lage
Nemeșești liegt im äußersten Osten des Kreises Timiș, in 12 km Entfernung von Făget, an der Bahnstrecke Lugoj-Ilia.

## Nachbarorte
| Groși    | Bulza                                       | Coșteiu de Sus |
| Sintești | Kompassrose, die auf Nachbargemeinden zeigt | Holdea         |
| Zorani   | Coșava                                      | Homojdia       |

## Geschichte
Eine erste urkundliche Erwähnung unter der Bezeichnung Nempche stammt aus dem Jahr 1427, als das Gut im Besitz von Albert Nagymihalyi war. 
1597 schenkte Sigismund Báthory das Gut Ștefan Török. Nemesest oder Nemesesth gehörte zum Kreis Hunedoara.
Im Laufe der Jahrhunderte traten verschiedene Schreibweisen des Ortsnamens auf: 1427 Nempche, 1548 Nemesest, 1598 Nemesesth,  1717 Nemiste, 1808 Nemesesty, 1851 Nemesest, 1913 Nemcse 1919 Nemeșești.
Auf der Josephinischen Landaufnahme von 1717 ist Nemessest eingetragen. Nach dem Frieden von Passarowitz (1718) war die Ortschaft Teil der Habsburger Krondomäne Temescher Banat.
Infolge des Österreichisch-Ungarischen Ausgleichs (1867) wurde das Banat dem Königreich Ungarn innerhalb der Doppelmonarchie Österreich-Ungarn angegliedert. Die amtliche Ortsbezeichnung war Nemcse.
Der Vertrag von Trianon am 4. Juni 1920 hatte die Dreiteilung des Banats zur Folge, wodurch Nemeșești an das Königreich Rumänien fiel.

## Bevölkerungsentwicklung
| 1880 | 201 | 201 | - | - | -  |
| 1910 | 185 | 185 | - | - | -  |
| 1930 | 170 | 170 | - | - | -  |
| 1977 | 89  | 89  | - | - | -  |
| 2002 | 121 | 83  | - | - | 38 |

## Sehenswürdigkeiten
- Die Holzkirche in Nemeșești 1798 errichtet, steht unter Denkmalschutz.[4]